# Цариградски мир (1479)
Цариградски мир из 1479. године потписан је по окончању петнаестогодишњег Млетачко-турског рата.

## Одредбе
Млечани су изгубили Еубеју, Крују и Скадар, али су сачували упоришта на Мореји (Пелопонезу) уз услов да за њих плаћају данак турском султану. Млетачка је задржала Улцињ, Антиван и Драч. Венеција је султану имала да исплати 100.000 дуката и данак од 10.000 дуката за трговину на Црном мору. Мир је закључен без обавештавања Матије Корвина. Због тога је Корвин намеравао да покрене рат против савезника, али то није могао учинити због турских провала у Хрватску, Славонију, Крањску и Штајерску.